# River Ridge
River Ridge es un lugar designado por el censo ubicado en el condado de Pasco en el estado estadounidense de Florida. En el Censo de 2010 tenía una población de 4.702 habitantes y una densidad poblacional de 410,92 personas por km².

## Geografía
River Ridge se encuentra ubicado en las coordenadas 28°16′2″N 82°37′29″O / 28.26722, -82.62472. Según la Oficina del Censo de los Estados Unidos, River Ridge tiene una superficie total de 11.44 km², de la cual 11.44 km² corresponden a tierra firme y (0%) 0 km² es agua.

## Demografía
Según el censo de 2010, había 4.702 personas residiendo en River Ridge. La densidad de población era de 410,92 hab./km². De los 4.702 habitantes, River Ridge estaba compuesto por el 93.56% blancos, el 1.34% eran afroamericanos, el 0.26% eran amerindios, el 1.7% eran asiáticos, el 0.02% eran isleños del Pacífico, el 1% eran de otras razas y el 2.13% pertenecían a dos o más razas. Del total de la población el 7.19% eran hispanos o latinos de cualquier raza.